# Eddy Curry
Eddy Anthony Curry jr. (Harvey, 5 dicembre 1982) è un ex cestista statunitense, professionista nella NBA e in Cina.

## Carriera
È stato selezionato con la quarta scelta assoluta nel Draft NBA 2001 dai Chicago Bulls, per i quali ha giocato fino al 2005. In seguito ha giocato per i New York Knicks dal 2005 al 2010. Curry ha giocato per i Miami Heat nella stagione 2011-12 con i quali ha vinto il titolo nel 2012. Curry ha giocato per i Dallas Mavericks per la prima parte della stagione 2012-2013 prima di proseguire la stagione con i Golden Bulls Zhejiang della Chinese Basketball Association. Nel 2018-19 ha giocato per i Zhuhai Wolf Warriors della ASEAN Basketball League (ABL).

## Statistiche
| † | Denota una stagione in cui ha vinto il titolo NBA. |

| * | Primo nella lega |

### NBA

#### Regular season
| Anno       | Squadra          | PG  | PT  | MP   | TC%   | 3P% | TL%  | RP  | AP  | PRP | SP  | PP   |
| ---------- | ---------------- | --- | --- | ---- | ----- | --- | ---- | --- | --- | --- | --- | ---- |
| 2001-2002  | Chicago Bulls    | 72  | 31  | 16,0 | 50,1  | 0,0 | 65,6 | 3,8 | 0,3 | 0,2 | 0,7 | 6,7  |
| 2002-2003  | Chicago Bulls    | 81  | 48  | 19,4 | 58,5* | 0,0 | 62,4 | 4,4 | 0,5 | 0,2 | 0,8 | 10,5 |
| 2003-2004  | Chicago Bulls    | 73  | 63  | 29,5 | 49,6  | 0,0 | 67,1 | 6,2 | 0,9 | 0,3 | 1,1 | 14,7 |
| 2004-2005  | Chicago Bulls    | 63  | 60  | 28,7 | 53,8  | 0,0 | 72,0 | 5,4 | 0,6 | 0,3 | 0,9 | 16,1 |
| 2005-2006  | N.Y. Knicks      | 72  | 69  | 25,9 | 56,3  | 0,0 | 63,2 | 6,0 | 0,3 | 0,4 | 0,8 | 13,6 |
| 2006-2007  | N.Y. Knicks      | 81  | 81  | 35,2 | 57,6  | 0,0 | 61,5 | 7,0 | 0,8 | 0,4 | 0,5 | 19,5 |
| 2007-2008  | N.Y. Knicks      | 59  | 58  | 25,9 | 54,6  | 0,0 | 62,3 | 4,7 | 0,5 | 0,2 | 0,5 | 13,2 |
| 2008-2009  | N.Y. Knicks      | 3   | 0   | 4,0  | 100,0 | 0,0 | 33,3 | 1,3 | 0,0 | 0,0 | 0,0 | 1,7  |
| 2009-2010  | N.Y. Knicks      | 7   | 0   | 8,9  | 38,1  | 0,0 | 58,8 | 1,9 | 0,0 | 0,0 | 0,1 | 3,7  |
| 2011-2012† | Miami Heat       | 14  | 1   | 5,9  | 46,2  | 0,0 | 75,0 | 0,9 | 0,1 | 0,0 | 0,1 | 2,1  |
| 2012-2013  | Dallas Mavericks | 2   | 0   | 12,5 | 50,0  | 0,0 | 25,0 | 2,0 | 0,0 | 0,0 | 0,0 | 4,5  |
| Carriera   | Carriera         | 527 | 411 | 24,9 | 54,5  | 0,0 | 64,2 | 5,2 | 0,5 | 0,3 | 0,7 | 12,9 |

#### Massimi in carriera
- Massimo di punti: 43 vs Milwaukee Bucks (7 aprile 2007)[1]
- Massimo di rimbalzi: 15 (3 volte)
- Massimo di assist: 5 vs Toronto Raptors (19 marzo 2003)
- Massimo di palle rubate: 3 vs Orlando Magic (20 febbraio 2007)
- Massimo di stoppate: 6 vs Golden State Warriors (28 febbraio 2004)
- Massimo di tiri liberi: 13 vs Miami Heat (20 febbraio 2004)

## Palmarès
- Campionato NBA: 1

Miami Heat: 2012
- McDonald's All-American Game (2001)
- Migliore nella percentuale di tiro NBA (2003)